# 焦华静
焦华静（1988年10月16日—），女，陕西西安人，中国大陆编剧。

## 生平
焦华静高一时以小说《无归》获得第六届中华杯全国新概念作文大赛一等奖，小说《半支烟》被收录进《新概念才气作文选·惆怅卷》。
2006年考入北京电影学院文学系。2011年继续在北京电影学院攻读硕士，师从薛晓路。
2016年凭借电影《烈日灼心》获得第33届大众电影百花奖最佳编剧奖。

## 编剧作品
- 《假装情侣》
- 《狗十三》
- 《烈日灼心》
- 《北京遇上西雅图之不二情书》
- 《涉过愤怒的海》